# Trébry
Trébry é uma comuna francesa na região administrativa da Bretanha, no departamento Côtes-d'Armor. Estende-se por uma área de 24,73 km². Em 2010 a comuna tinha 804 habitantes (densidade: 32,5 hab./km²).